# Березине (Житомирський район)
Березине — колишнє село у Іванківській сільській раді Андрушівського району та Миролюбівській сільській раді Житомирського району Житомирської області Української РСР.

## Історія
Населений пункт відомий з 1929 року під назвою Іванківське заводське господарство. Станом на 1 жовтня 1941 року — Держгосп «Березина», після 1947 року — відділок Червонського бурякорадгоспу.
16 вересня 1960 року, відповідно до рішення Житомирського облвиконкому № 960 «Про уточнення обліку населених пунктів області», офіційно взяте на облік як село Іванківської сільської ради Андрушівського району. 12 листопада 1975 року, відповідно до рішення Житомирського ОВК № 490 «Про зміну адміністративного підпорядкування села Березине Іванківської сільради Андрушівського району», передане до складу Миролюбівської сільської ради Житомирського району Житомирської області.
Зняте з обліку 9 грудня 1985 року, відповідно до рішення виконавчого комітету Житомирської обласної ради.